# Sāhāpur
Sāhāpur är en ort i Indien.   Den ligger i distriktet Haora och delstaten Västbengalen, i den östra delen av landet, 1 300 km sydost om huvudstaden New Delhi. Sāhāpur ligger 9 meter över havet och antalet invånare är 7 883.
Terrängen runt Sāhāpur är mycket platt. Runt Sāhāpur är det mycket tätbefolkat, med 2 431 invånare per kvadratkilometer. Närmaste större samhälle är Nangi, 5,3 km öster om Sāhāpur. Trakten runt Sāhāpur består till största delen av jordbruksmark.